# Afgeleide grootheden
Afgeleide grootheden zijn grootheden die gebaseerd zijn op natuurkundige grootheden. Ook zijn ze vaak niet opgenomen in SI.
Een overzicht van afgeleide eenheden is te vinden op Natuurkundige grootheden en eenheden.